# Randy McNally
James Rand "Randy" McNally (Dedham, 30 de janeiro de 1944) é um político estado do Tennessee e membro republicano no Senado estadual além de ser o 50° e atual vice-governador do Tennessee desde janeiro de 2017, devido a sua posição como 87° orador do senado estadual. Ele representa o 5° Distrito senatorial do Tennessee, que agrega o Condado de Anderson, Condado de Loudon, Condado de Monroe, e parte do Condado de Knox. Ele é um residente de Oak Ridge.
McNally serviu na Assembleia Geral do Tennessee desde 1979. Ele também foi eleito da 91° a 94° Legislaturas como um membro da Câmara dos Representantes do Tennessee. Ele foi uma figura importante na Operação Rocky Top no final dos anos 1980, quando trabalhou disfarçado para ajudar o FBI e o Tennessee Bureau of Investigation a obter evidências de corrupção política no governo do estado. Ele passou para o senado estadual na 95° assembleia geral em 1983, onde está até hoje. Ele é o antigo Chefe da Comissão de Finanças do Senado, o antigo vice-presidente da Comissão de regras do senado, e um antigo membro da Comissão geral de bem estar do senado e do Subcomitê de revisão fiscal de serviços contratuais. McNally foi um dos candidatos para Orador do senado e vice-governador do estado em 2007, mas o colega republicano Ron Ramsey foi eleito como candidato oficial do partido. No dia 10 de janeiro de 2017, ele foi eleito como vice-governador e orador do senado pelo Senado estadual do Tennessee.

McNally se formou na Oak Ridge High School em 1962, obteve um B.S. da Universidade Estadual de Memphis em 1967, e se formou na Faculdade de Farmácia da Universidade do Tennessee em 1969. No final da década de 1960, ele trabalhou como farmacêutico e no início de 1978 ele foi contratado como farmacêutico do Methodist Medical Center em Oak Ridge.